# Ludwik Stanisław Cieszkowski
Ludwik Stanisław Cieszkowski herbu Dołęga (zm. w listopadzie 1757 roku) – kasztelan sochaczewski w latach 1752-1757, generał major wojsk koronnych od 1747 roku, pułkownik artylerii koronnej, starosta kleszczelowski w latach 1720-1737.
Syn Franciszka.
18 stycznia 1754 roku podpisał we Lwowie manifest przeciwko podziałowi Ordynacji Ostrogskiej.